# Izvoarele, Giurgiu
Izvoarele (în trecut, Beiu) este satul de reședință al comunei cu același nume din județul Giurgiu, Muntenia, România.